# Brunoy
Brunoy è un comune francese di 25 705 abitanti situato nel dipartimento dell'Essonne nella regione dell'Île-de-France.

## Società

### Evoluzione demografica
Abitanti censiti

## Amministrazione

### Gemellaggi
- Espinho, Portogallo
- Reigate and Banstead, Regno Unito
- Wittlich, Germania